# كارميليتا جيتر
كارميليتا جيتر (بالإنجليزية: Carmelita Jeter)‏ هي عداءة مسافات قصيرة أمريكية ولدت في يوم 24 نوفمبر 1979 في مدينة لوس أنجلوس في الولايات المتحدة، أبرز إنجازاتها هو فوزها بالميدالية الفضية في سباق 100 متر في دورة الألعاب الأولمبية الصيفية 2012 في لندن بالإضافة لفوزها بالميدالية البرونزية في سباق 200 متر في نفس الدورة، كما تمكنت مع الفريق الأمريكي من تحقيق الميدالية الذهبية في سباق 4×100 متر وحققت رقم قياسي جديد مع الفريق وألذي كان مكون من أليسون فيليكس ولورين وليامس وتيانا بارتوليتا، وعلى صعيد بطولات العالم تمكنت جيتر من تحقيق الميدالية الذهبية في بطولة العالم لألعاب القوى 2011 في دايغو في كوريا الجنوبية، كما حققت الفضية في سباق ال200 متر والذهبية مع الفريق الأمريكية في سباق 4*100 متر، حققت جيتر البرونزية في بطولة العالم لألعاب القوى 2013 في موسكو وبطولة العالم لألعاب القوى 2009 في برلين وبطولة العالم لألعاب القوى 2007 في أوساكا، كما حققت الميدالية الذهبية مع الفريق الأمريكي في سباق 4×100 في بطولة العالم لألعاب القوى 2007 في أوساكا، أفضل رقم شخصي لها في سباق ال100 هو 10.64 ثانية سجلته في شنغهاي في الصين وأفضل رقم لها في ال200 متر هو 22.11 وألذي سجلته في يوجين في الولايات المتحدة.

## روابط خارجية
- كارميليتا جيتر على موقع الاتحاد الدولي لألعاب القوى (الإنجليزية)
- كارميليتا جيتر على موقع الاتحاد الأمريكي لسباقات المضمار والميدان (الإنجليزية)
- كارميليتا جيتر على موقع الدوري الماسي (الإنجليزية)
- كارميليتا جيتر على موقع أوليمبيديا (الإنجليزية)
- كارميليتا جيتر على موقع اللجنة الأولمبية والبارالمبية الأمريكية (الإنجليزية)